# Oncidium tipuloides
Oncidium tipuloides är en orkidéart som beskrevs av Heinrich Gustav Reichenbach. Oncidium tipuloides ingår i släktet Oncidium och familjen orkidéer. Inga underarter finns listade i Catalogue of Life.